# Љуботен (врх)
Љуботен (мкд. Љуботен, алб. Luboten) је један од врхова на Шар-планини, висок 2.498 метара. Ту се граниче Србија и Северна Македонија.
Иван Јастребов је записао да од села Штрпца, од самог подножја ове планине до врха Љуботена има пет сати хода. Чука (врх) Љуботена је са стране Качаника положита, али са стране села Штрпца је стрма. На врх се пола сата треба пењати готово четвероношке. На врху је равно мјесто од око 4 квадратних хвата са фантастичним погледом на све стране. Види се Качаник, Скопље, испод је Тетовско поље, Гостивар, цијело Подримље, Дечани, Пећ, Ђаковица, Приштина, Гњилане. По Јастребову, нема бољег мјеста одакле се виде цијела Стара Србија и Љуботен као средишња тачка те Србије. Љуботенско језеро је на сат пута од подножја врха. Стијенама је затворено са јужне, западне и сјеверне стране, само је са источне отворено за поглед са Љуботенског врха. Језерео није велико, вода је чиста, прозрачна. Из језера истиче Лепенац. У подножју планине је поред Штрпца и село Готовуша.
На врху планине Јалич су сачуване рушевине мале капеле, камо на Светог пророка Илију 20. јула житељи околних села сматрају за свети обичај остао од прадједова да се попну и изврше намаз, како то раде Тедринци на Успење, пењу се на планину Дроњу, и Сирнићани и Качаничани на планину Љуботен. На овој посљедњој није било знакова постојања молитвеног дома, а на Дроњи има гроб из давнина као на планини Паштрик. Исти обичај су сачували и Срби (некада све три вјере) из Бара, који се на празник Свете Тројице пењу на врх Румије.